# بیت‌تون
بیت‌تون (به انگلیسی: Bitton) یک روستا و محله مدنی در بریتانیا است که در South Gloucestershire واقع شده‌است. بیت‌تون ۳٬۵۰۹ نفر جمعیت دارد.